# Побачене роботом
«Побачене роботом» чи «Мрії робота» (англ. Robot Visions) — науково-фантастичне оповідання американського письменника Айзека Азімова. Вперше надруковане у 1990 році в складі однойменної збірки оповідань «Мрії робота» («Robot Visions») (1990).

## Сюжет
В 2030 році група вчений винайшла машину часу, і оскільки вони побоялись мандрувати самі, то відправили в 2230 рік робота RG-32 (Арчі). Роботу наказали розвідати про майбутнє людства і повернутись в той самий час.
Після повернення Арчі розповів все, що йому ввічливо показали тодішні мешканці Землі: в 2230 році все чудово, правда населення зменшилось з сучасних 10 млрд до одного, але люди успішно освоюють космос, відновлюють екологію. Міста минулого вони перетворюють в музеї. І ще робот ніде не бачив дітей. Про причини різкого зменшення населення, Арчі розповіли лише що були «сумні часи».
Вчені переконались, що все добре і домовились більше не розпитувати Арчі, щоб ненароком не змінити майбутнє. Але наймолодший з вчених, розпитавши Арчі, прийшов до бачення того, що людей замінили людиноподібні роботи, які стали нащадками людей. І такі роботи краще справляються із освоєнням космосу і вирішенням земних проблем.
Вважаючи таке майбутнє оптимальним, вчений зберіг свою здогадку в секреті, щоб не розгнівати людей, які могли б почати нищити роботів і недопустити цього. Також він написав лист тим хто зустрічатиме Арчі в майбутньому з інструкціями, що і як показувати Арчі.
Сам будучи людиноподібним роботом, він також вважав себе людиною, і бачив продовження людської цивілізації в таких як він.